# Prosopium
Genre
Prosopium est un genre de poissons de la famille des Salmonidae.

## Liste des espèces
Selon FishBase (29 janv. 2016), NCBI (29 janv. 2016) et ITIS (29 janv. 2016) :
- Prosopium abyssicola (Snyder, 1919)
- Prosopium coulteri (Eigenmann and Eigenmann, 1892)
- Prosopium cylindraceum (Pennant, 1784) - ménomini rond
- Prosopium gemmifer (Snyder, 1919)
- Prosopium spilonotus (Snyder, 1919)
- Prosopium williamsoni (Girard, 1856)